# Вінсент (Айова)
Вінсент (англ. Vincent) — місто (англ. city) в США, в окрузі Вебстер штату Айова. Населення — 130 осіб (2020).

## Географія
Вінсент розташований за координатами 42°35′31″ пн. ш. 94°1′8″ зх. д. / 42.59194° пн. ш. 94.01889° зх. д. (42.591830, -94.018863).  За даними Бюро перепису населення США в 2010 році місто мало площу 0,66 км², уся площа — суходіл.

## Демографія
Згідно з переписом 2010 року, у місті мешкали 174 особи в 73 домогосподарствах у складі 47 родин. Густота населення становила 264 особи/км².  Було 73 помешкання (111/км²).
Расовий склад населення:
| - 94,3 % — білих - 0,6 % — азіатів - 2,9 % — осіб інших рас |

До двох чи більше рас належало 2,3 %. Частка іспаномовних становила 6,3 % від усіх жителів.
За віковим діапазоном населення розподілялося таким чином: 23,0 % — особи молодші 18 років, 62,1 % — особи у віці 18—64 років, 14,9 % — особи у віці 65 років та старші. Медіана віку мешканця становила 40,0 року. На 100 осіб жіночої статі у місті припадало 120,3 чоловіків;  на 100 жінок у віці від 18 років та старших — 112,7 чоловіків також старших 18 років.
Середній дохід на одне домашнє господарство  становив 52 725 доларів США (медіана — 51 250), а середній дохід на одну сім'ю — 58 459 доларів (медіана — 61 875). Медіана доходів становила 40 625 доларів для чоловіків та 31 667 доларів для жінок. За межею бідності перебувало 4,8 % осіб, у тому числі 14,7 % дітей у віці до 18 років та 6,5 % осіб у віці 65 років та старших.
Цивільне працевлаштоване населення становило 88 осіб. Основні галузі зайнятості: сільське господарство, лісництво, риболовля — 22,7 %, освіта, охорона здоров'я та соціальна допомога — 12,5 %, роздрібна торгівля — 10,2 %, виробництво — 9,1 %.